# Antologia (Litfiba)
Antologia è una raccolta non ufficiale (in quanto non autorizzata dalla band) dei Litfiba, pubblicata il 23 gennaio 2008 dalla casa discografica Warner Music Italy.

## Tracce

### CD 1
- tutti i brani del CD 1 sono in versione Live

1. Resta
2. Tex
3. Lulù e Marlene
4. Ballata
5. Come un Dio
6. Cangaceiro
7. Pioggia di luce
8. Re del silenzio
9. Apapaia
10. Gira nel mio cerchio
11. Tequila
12. Ci sei solo tu

### CD 2
1. Fata Morgana
2. El diablo
3. Proibito
4. Dimmi il nome
5. Ferito
6. Bambino
7. Oro nero
8. Febbre
9. Sotto il vulcano
10. Maudit
11. Santiago
12. Amigo